# Jean Echenoz
Jean Echenoz (* 26. prosinec 1947, Orange) je francouzský spisovatel a sociolog. V roce 1999 se stal za dílo Je m’en vais (česky Jdu, 2003) laureátem Goncourtovy ceny.

## Životopis
Narodil se v rodině psychiatra v jižní Francii. V roce 1979 napsal svojí první knihu, Le Méridien de Greenwich, která zaznamenala úspěch.

### České překlady z francouzštiny
V roce 2009 byla do češtiny přeložena jeho kniha Běhat, věnující se českému atletu Emilovi Zátopkovi, o níž jeho manželka Dana prohlásila, že „je to škvár, který nemá hodnotu dokumentační, literární, metodickou a ani zábavnou“.